# 渔夫杰里米先生的故事
渔夫杰里米先生的故事 是碧雅翠丝·波特创作的儿童绘本，在1906年7月由费德里克·沃恩公司出版发行。杰里米的故事源于碧雅翠丝在1893年写给孩子的一封信。她于1906年对其进行润色，并把故事背景从泰河移至英格兰湖区。该故事展现出碧雅翠丝对湖区的热爱，以及对儿童插画家蓝道夫·凯迪克的钦佩。
渔夫杰里米是一只住在池塘边一间湿漉漉、滑溜溜”房子里的青蛙。在一个雨天，他找到一些蚯蚓，乘荷叶船到池塘上钓鱼。杰里米想若是能钓到五条以上的小鲤鱼，就邀请朋友们共进晚餐。钓鱼的过程困难重重，他还遭遇了一只巨大鳟鱼，幸好最终从它口下逃生。他游回岸边，决定再不钓鱼，然后跳着回家。
在悠闲的夏日，波特的父亲和朋友们会在苏格兰租乡间庄园垂钓，波特通过杰里米的故事来纪念这些日子。随着本书的出版，有小读者给波特写信，希望杰里米能有个妻子。于是波特用杰里米和他的小伙伴的口吻，回复了好几封关于此事的小信件。波特在1943年去世后，有几家公司争取到了生产其笔下角色相关产品的许可，推出了杰里米和他的朋友们造型的小瓷雕，毛绒玩具等等。

## 故事情节

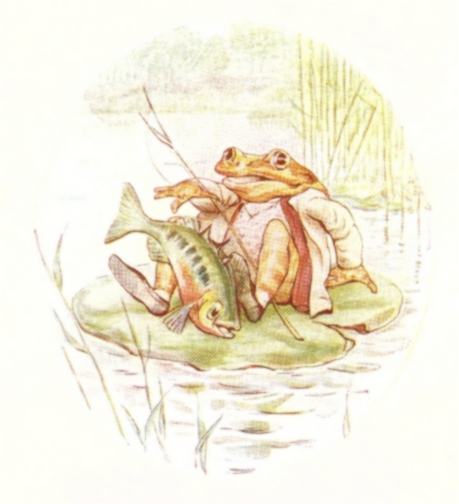
渔夫杰里米先生和刺鱼

渔夫杰里米是一只住在池塘边被毛茛环绕的潮湿小房子里的青蛙。房子的储藏室和后走廊潮湿积水，容易滑倒，杰里米却并不在意，他喜欢弄湿双脚；没人因此责备过他，他也从未感冒过。一天外面正下着雨，杰里米决定去钓鱼。他计划着如果能抓到超过五条小鲤鱼，就邀请朋友们来吃晚饭。他披上雨衣和锃亮的雨鞋，拿上鱼竿和篮子，迈着“大跳步”前往他停荷叶船的地方。他撑着船，来到他觉得鲤鱼最多的水域。
到达后，青蛙先生盘腿而坐，开始准备钓鱼用具。他有一个“世界上最可爱的红色小浮标”，钓竿由一根草杆构成，鱼线则是一根马尾。一小时过去了，没有一条鱼咬钩。他决定休息一会，吃个蝴蝶三明治。有只水甲虫一直骚弄他的脚趾，于是杰里米先生把腿盘得更紧。老鼠匆匆跑过的沙沙声让他心生警惕，决定换一个更安全的地方钓鱼。他再次甩下钓竿，这次马上就有鱼咬钩了。但钓到的不是小鲤鱼，而是可怜的杰克·夏普（Jack Sharp），一条三刺鱼。三刺鱼的背鳍刺伤了杰里米的手指，然后逃走了。一群小鱼浮出水面，嘲笑杰里米。
杰里米吮吸着疼痛的手指。一条鳟鱼跃出水面咬住了他 （杰里米先生尖叫着：“啊！啊！啊！！！”）。鳟鱼咬着他潜入池底，发现雨衣很难吃后吐掉了杰里米，只吃掉了他的雨鞋。杰里米一跃而起，“如同被气泡顶出苏打水瓶的软木塞”一般蹦回水面，游回池塘边。他吃力地爬上岸，跳过草地回家。他弄丢了鱼竿和篮子，但他确信自己再也不会去钓鱼了。
在最后几页，杰里米用创可贴包紮了手指的傷口後，招待了他的朋友：艾萨克·牛顿爵士（Sir Isaac Newton），一只蝾螈；还有埃尔德曼·托勒密·托特斯（Alderman Ptolemy Tortoise），一只吃沙拉的乌龟。艾萨克穿着黑金色的马甲，托勒密则用网兜带了沙拉。杰里米准备了烤蚂蚱配瓢虫酱。书中描述这道菜是“青蛙的最爱”，但也讲了对人类来“应该难以下咽！”

## 故事背景
除了波特年轻时养的青蛙， 杰里米这个角色还受父亲卢伯特·威廉·波特（Rupert William Potter）和插画师蓝道夫·凯迪克的影响。《碧雅翠丝·波特的创作历程》（The Magic Years of Beatrix Potter）的作者玛格丽特·莱恩（Margret Lane）在书中写道：“波特先生很喜欢和朋友们去钓鱼，而碧雅翠丝……小时候就很熟悉垂钓和飞蝇钓的危险和刺激…作为一个女孩，她不得不经常忍受她父亲和朋友们讲述钓鱼的冒险经历，这对应了书中杰里米先生向艾萨克·牛顿爵士倒苦水的场面，无论是两栖动物还是年长绅士形象都刻画得栩栩如生，以至于后来人们总是会把两者混为一谈。”. 波特先生不仅对钓鱼感兴趣，他还热衷于收集蓝道夫·凯迪克的作品。 在《渔夫杰里米先生的故事》中，波特曾尝试模仿凯迪克，但她感觉失败了。“我确实试图模仿凯迪克，”她说，“但是……我画得并不像。” 传记作家琳达·李尔（Linda Lear）书中有一段波特对凯迪克的评价：“我最欣赏他的作品——是一种带着嫉妒的欣赏；我认为那些经常和他放在一起讨论的画家和插画家们，和他都不在一个水平。”

波特的传记作家，同时也是《碧雅翠丝·波特：大自然的生命》（Beatrix Potter： A Life in Nature）作者琳达·李尔在书中写道： 

[波特] 想写一只青蛙的故事很久了，她觉得这个故事会很有趣，并且能加入她喜欢的自然主义插图…构思不走运的渔夫的故事时，碧雅翠丝想起她父亲的朋友们在苏格兰吹过的牛（fish stories），以及她哥哥努力摆弄鱼竿鱼线的样子。她还重现了绅士俱乐部的氛围，灵感来自父亲夜晚在革新俱乐部和伦敦雅典娜俱乐部的经历……这个故事的文字和插图是她作品里最平衡和兼容的。她真实地刻画出大自然的模样：美丽宁静，但又危机四伏……插图以精心上色的水生植物为背景，细节非常考据，画中青蛙的小脚蹼符合生物结构，对鳟鱼的刻画出体现出了任何自重的渔夫都不愿钓到的感觉，还有一只看起来相当可怕的水甲虫，它正在拧杰里米小巧的脚趾，所有这些细节都让这个故事引人入胜。

## 创作过程

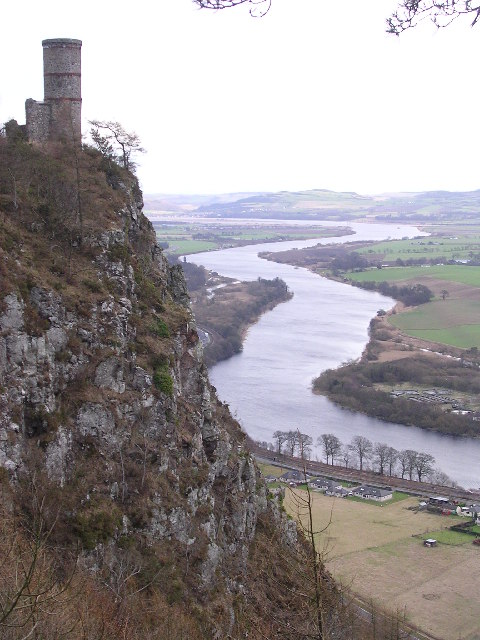
泰河（2004）

《渔夫杰里米先生的故事》起源于波特1893年在泰河避暑时写给孩子的一封信。 次年，她画了九张名为“一只青蛙想去钓鱼（A Frog he would a-fishing go）”的素描，并出售给出版商欧内斯特·尼斯特（Ernest Nister）。这些画在1896年配上克利夫顿·宾厄姆（Clifton Bingham）的诗句出版。
1902年出版的《小兔彼得的故事》非常畅销，受此激励，波特考虑扩写青蛙的故事，并从出版社取回了她的素描原稿和印刷素描的凸印板。 她写信给她的编辑诺曼·沃恩（Norman Warne）说：“我想写渔夫杰里米先生的故事……我能让它很精彩。” 波特和沃恩推进其他项目的时候，该故事被搁置，但在1905年，沃恩批准了这个故事。波特传记的作者达芙妮·库兹纳（Daphne Kutzner）在书中这样描述波特在杰里米故事的插画：“她为本书画插图时，将故事背景从苏格兰的泰河移至英格兰北部湖区的埃斯怀特湖（Eswaithe Water）。插图非常可爱，展现出波特作为自然学家的学识和幻想家的想象力。”
1905年8月，诺曼·沃恩去世，他的哥哥哈罗德（Harold）接替他成为波特的编辑。波特写信告诉哈罗德，诺曼已经批准了青蛙的故事：“我们打算把‘渔夫杰里米先生’作为童书系列的下一本。我知道很多人不喜欢青蛙！但我向诺曼保证过我会做出一本精美的童书，里面有很多鲜花和水生植物点缀背景。” 之后沃恩先生决定印刷出版《渔夫杰里米先生的故事》。
1906年7月，《渔夫杰里米先生的故事》印制了2万本硬皮版本，每本售价1先令，带装饰印刷布的小开本每本售价1先令6便士。1906年和1907年分别再版5000本。 这本书是献给波特的表姐埃塞尔（Ethel），即后来的海德·帕克夫人（Lady Hyde Parker）的女儿史蒂芬妮·海德·帕克（Stephanie Hyde Parker）的：“献给史蒂芬妮，来自表妹B。” 和其他波特的作品一样，杰里米的故事卖的很好。

## 主题与风格

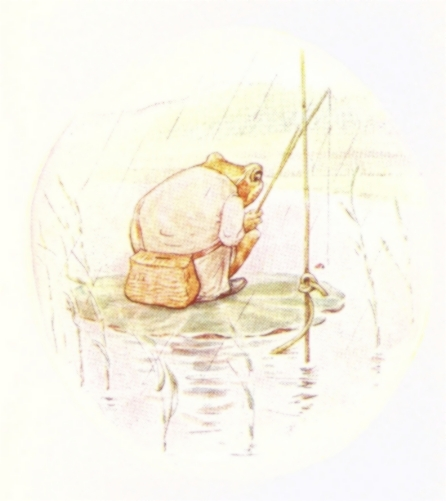
渔夫杰里米先生垂钓中

纽约州立大学普拉茨堡分校的英语教授，同时也是《碧雅翠丝·波特的写作密码》（Beatrix Potter： Writing in Code）一书作者M·达芙妮·库兹纳（M Daphne Kutzer）发现，杰里米和他朋友们的社会地位是通过着装体现的。虽然波特在其他地方严厉地抨击了上流阶层，但库兹纳发现在渔夫杰里米的故事里，她对阶级的描述变温和了。她认为波特搬到近萨维里（Sawrey）村庄，居住在丘顶农场（Hill Top Far）的经历，让她愿意去“接受野心勃勃的中产阶级也有愚蠢之处，上层阶级也有他们的怪癖。”
新墨西哥州立大学的英语教授，同时也是《碧雅翠丝·波特》一书的作者鲁斯·K·麦克唐纳（Ruth K. MacDonald）指出，波特认为父亲和朋友们的生活很好玩，即使听起来都是无足轻重的小事。她在杰里米的故事中，非常尊重并且重视他们的户外活动，这点可以从她对杰里米一书的搞笑处理中看出。麦克唐纳写道，她更珍惜未被人类接触过的自然，插画中细致入微的观察可以证明这一点。《渔夫杰里米的故事》没有像波特其他作品一样经历多次修改，插图也毫不费力地完成了。麦克唐纳写道：“她在故事中展现了人类社会，但同时并未对动植物造成破坏，这进一步凸显出本书言辞的妥帖和成功。”
文学学者汉弗莱·卡彭特在《秘密花园：儿童文学的黄金时代》中写道，波特写作风格的基础可见于詹姆士王钦定版圣经。《渔夫杰雷米先生的故事》反应了钦定版圣经中典型的写作节奏，并且“在句子中使用了赞美诗一样的停顿。”
卡彭特点出了波特在本书中，相较于早期作品在主题上作出的转变。他在早期作品，比如《小兔彼得的故事》中，看到了《巨人杀手杰克》式的主题，即一只小动物对抗对一只大动物。卡彭特认该个主题在《渔夫杰里米的故事》中画上了句号。波特把杰里米放置在危机四伏的世界里。钓鱼的经历惊心动魄：他害怕河岸的生物，被棘鱼所惊吓，还差点被鳟鱼吃掉。但波特指出，每一种生物本身都会成为猎物，并在故事最后以渔夫杰里米吃搭配瓢虫酱汁的烤蚂蚱作为结束。

## 引用文献
- Ahearn, Allen and Patricia, , Putnam, 1995, ISBN 0-399-14049-2
- Carpenter, Humphrey, , Houghton Mifflin, 1985, ISBN 0-395-35293-2
- Dubay, Debby; Sewall, Kara, , Schiffer Publishing Ltd., 2006, ISBN 0-7643-2358-X
- Kutzer, M. Daphne, , Routledge, 2003, ISBN 0-415-94352-3
- Lane, Margaret, , Frederick Warne & Co. Inc., 1978, ISBN 0-7232-2108-1
- Lear, Linda, , St. Martin's Griffin, 2007, ISBN 978-0-312-37796-0
- Linder, Leslie, , Frederick Warne & Co. Inc., 1971, ISBN 0-7232-1334-8
- Potter, Beatrix, , Frederick Warne, 2002 [1906], ISBN 978-0-7232-4776-0
- Taylor, Judy; Whalley, Joyce Irene; Hobbs, Anne Stevenson; Battrick, Elizabeth M., , F. Warne & Co. and The National Trust, 1987, ISBN 0-7232-3561-9
- Taylor, Judy, , Frederick Warne, 1996 [1986], ISBN 0-7232-4175-9